# Rhipicephalus jeanneli
Rhipicephalus jeanneli är en fästingart som beskrevs av Neumann 1913. Rhipicephalus jeanneli ingår i släktet Rhipicephalus och familjen hårda fästingar. Inga underarter finns listade i Catalogue of Life.